# Camilla Martin
Camilla Martin Nygaard, née le 23 mars 1974, est une joueuse professionnelle de badminton.
Elle a épousé l'économiste Lars Nygaard le 25 mai 2005, et a changé son nom pour Camilla Martin Nygaard.
Elle travaille actuellement pour le magazine de football danois, Onside.
Camilla Martin est la fille de l'ancien footballeur danois Bent Martin. Son frère est l'ancien footballeur danois Ken Martin.

## Carrière professionnelle
Elle a joué principalement en simple femme. Dans cette discipline, elle a remporté les championnats nationaux danois pendant 13 années consécutives, de 1991 à 2003, le championnat d'Europe à trois reprises, en 1996, 1998 et 2000, et le championnat du monde une fois en 1999. Elle a remporté le All England en 2002.
La seule compétition majeure qu'elle n'a jamais gagné est le tournoi des Jeux olympiques. Elle a remporté l'argent aux Jeux Olympiques d'été de 2000 après avoir perdu contre la Chinoise Gong Zhichao en finale.
Dans sa dernière année de joueuse professionnelle, Camilla Martin a participé aux Jeux olympiques de 2004, en battant Kanako Yonekura du Japon dans le premier tour, mais perdant face à Tracey Hallam de Grande-Bretagne en 16e de finale.
Elle a aidé le Danemark à remporter le championnat d'Europe par équipe en 1996, 1998, 2000, 2002 et 2004.

### Palmarès

#### Compétitions internationales
| Année | Compétitions    | Rang                               | Lieu              |
| ----- | --------------- | ---------------------------------- | ----------------- |
| 2000  | Jeux olympiques | Médaille d'argent, Jeux olympiques | Sydney, Australie |

## Référence
- (en) Cet article est partiellement ou en totalité issu de l’article de Wikipédia en anglais intitulé « Camilla Martin » (voir la liste des auteurs).